# 7IN—83–88
7IN—83–88 és una compilació de senzills de la banda estatunidenca de rock alternatiu R.E.M. pertanyents a l'etapa en la qual treballaven amb la discogràfica I.R.S. Records, entre 1983 i 1988. El títol fa referència al fet que només es va publicar en format de disc de set polzades (7 inches, en anglès) i l'interval dels anys que comprenen les cançons, 1983 i 1988.

## Llista de cançons
Totes les cançons foren escrites i compostes per Bill Berry, Peter Buck, Mike Mills i Michael Stipe, excepte les indicades.
- «Radio Free Europe» / «There She Goes Again» (Lou Reed)
- «So. Central Rain (I'm Sorry)» / «King of the Road» (Roger Miller)
- «(Don't Go Back To) Rockville» / «Catapult» (directe)
- «Cant Get There from Here» / «Bandwagon» (Berry, Buck, Mills, Lynda Stipe i M. Stipe)
- «Driver 8» / «Crazy» (Randy Bewley, Vanessa Briscoe, Curtis Crowe, Michael Lachowski)
- «Wendell Gee» / «Crazy» (Bewley, Briscoe, Crowe i Lachowski) + «Ages of You» / «Burning Down»
- «Fall On Me» / «Rotary Ten»
- «Superman» (Mitchell Bottler i Gary Zekley) / «White Tornado»
- «The One I Love» / «Maps and Legends» (directe)
- «It's the End of the World as We Know It (And I Feel Fine)» / «Last Date» (Floyd Cramer)
- «Finest Worksong» / «Time After Time» (directe)